# Pseudomys patrius
Pseudomys patrius är en däggdjursart som först beskrevs av Thomas och Guy Dollman 1909.  Pseudomys patrius ingår i släktet australmöss, och familjen råttdjur. IUCN kategoriserar arten globalt som livskraftig. Inga underarter finns listade i Catalogue of Life.
Denna gnagare förekommer i nordöstra Australien i delstaten Queensland. Den lever i torra eller klippiga landskap. Habitatet utgörs av öppna skogar med buskar eller gräs som undervegetation. Pseudomys patrius bygger högar av små stenar och skapar sitt näste under stenarna.